# Acacia effusa
Acacia effusa är en ärtväxtart som beskrevs av Bruce R. Maslin. Acacia effusa ingår i släktet akacior, och familjen ärtväxter. Inga underarter finns listade i Catalogue of Life.